# Marin Ibrišimović
Marin Ibrišimović, hrvaški frančiškan, gvardijan in škof, * okoli leta 1600, Požega, † 21. januar 1650, Požega.
V frančiškanski red je vstopil leta 1620 ter postal član Provincije Bosne Srebrene. Logiko in  filozofijo je tri leta študiral v Cremoni, teologijo v Mantovi, v Ferrari pa je postal profesor (lektor). Po povratku je poučeval gramatiko, logiko in filozofijo v samostanu Duha Svetoga v Fojnici. Leta 1637 je bil izbran za kustosa Provincije Bosne Srebrene, 1639 je postal gvardijan samostana v Fojnici, 1642 poverjenik Provincije Bosne Srebrene, 1647 pa je bil imenovan za škofa v Beogradu ter Smederevskega administratorja in apostolskega vikarja v Madžarskih pokrajinah pod Osmansko oblastjo. Septembra 1649 je obiskal Kecskemét na Madžarskem, kjer je zbolel. Umrl je januarja naslednjega leta. Pokopan je v cerkvi sv. Augustina frančiškanskega samostana v Veliki pri Požegi.